# 고촌 (미에현 스즈카군)
고촌(国府村)은 미에현 스즈카군에 설치되었던 촌이다. 현재의 스즈카시 남서부에 해당한다.